# جوایز اکتا
جایزهٔ آکادمی هنرهای سینمایی و تلویزیونی استرالیا (انگلیسی: Australian Academy of Cinema and Television Arts Awards) که به اختصار جایزهٔ اَکتا (انگلیسی: AACTA Awards) نامیده می‌شود، نام یک جایزه مهم در صنعت سینما و تلویزیون کشور استرالیاست که همه‌ساله توسط «آکادمی هنرهای سینمایی و تلویزیونی استرالیا» (AACTA) به بهترین‌های سینما و تلویزیون اهدا می‌شود.
این جایزهٔ معادلِ استرالیاییِ جایزه‌های اسکار (در آمریکا) و بفتا (در انگلستان) است و در سال ۱۹۵۸ میلادی پایه‌گذاری شد. از سال ۱۹۸۶ میلادی، تولیدات تلویزیونی هم در این جوایز، لحاظ شد.
مراسم اهدای این جایزهٔ معتبر، همه‌ساله در خانه اپرای سیدنی برگزار می‌شود و یک بخش «جوایز بین‌المللی» هم در سال ۲۰۱۲ میلادی به آن اضافه شد که در ژانویه هر سال در شهر لس آنجلس کالیفرنیا برگزار و اهدا می‌شود.